# كركر القطب الجنوبي
طائر الكركر القطب الجنوبي (الاسم العلمي: Catharacta  maccormicki) (بالإنجليزية: South  Polar  Skua)‏ هو طائر ينتمي إلى (فصيلة: Stercorariidae).